# Dertig floppen
Dertig floppen is het 30ste album uit de Belgische stripreeks De avonturen van Urbanus en verscheen in 1990. Het werd getekend door Willy Linthout en bedacht door Urbanus zelf.

## Verhaal
Dit album bevat dertig gebundelde gags van één pagina. 